# Harpactirella karrooica
Harpactirella karrooica é uma espécie de aranha pertencente à família Theraphosidae (tarântulas).